# Антипатер Идумејац
Антипатер Идумејац (грч. Ἀντίπατρος; преминуо 43. п. н. е.) је био саветник главног свештеника Хиркана II. Као саветник јудејскога краља Хиркана II имао је готово неограничену власт у Јудеји од 63—43. п. н. е. Гај Јулије Цезар га је због великих заслуга приликом освајања Египта 47. п. н. е. именовао за прокуратора Јудеје. Оснивач је династије Иродоваца и отац Ирода Великог.
Припадао је угледној идумејској породици арапског порекла, па по пореклу није био Јеврејин. Породица је крајем 2. века п. н. е. прешла у јудаизам. Са женом Кипрос (грч. Κύπρος), Набатејком, имао је четворицу синова: Фазаела, Ирода Великог, Јосифа и Ферораса, као и ћерку Салому.
Антипатер је био уверен да се, након Помпејевог освајања Јудеје (63. п. н. е.), ништа не може постићи без римске наклоности. То је и олакшало долазак на власт њега и његових синова. За време владавине Хиркана II, он је био тај који је доиста владао Јудејом, а главни му је такмац био Аристобул II
Отрован је 43. године п. н. е.

## Порекло и породица
Антипатар потиче од истакнуте фамилије из Идумеје, подручја јужно од Јудеје. Краљ Јудеје Јован Хиркан анектирао је Идумеју, а становништво је присилио да прихвате јудаизам. Ту присилну промену веру нису признавали фарисеји, који касније нису ни Антипатра, а ни његовога сина Ирода Великога нису сматрали припадницима јеврејске вере. Александар Јанеј је Антипатровога оца Антипу поставио за стратега Идумеје. Антипа је био од велике користи због својих добрих веза са набатејским Арапима, са Газом и са Аскалоном. Антипатар је био ожењен Набатејком Кипроном са којом је имао ћерку Салому и четири сина: Ирода Великога, Фасаила, Јосифа и Ферора.

## Подстиче Хиркана II да потражи помоћ од Набатејаца
Хиркан II је 67. п. н. е. постао нови краљ Јудеје, али његов млађи брат Аристобул II повео је против њега рат, у коме га је победио и присилио на абдиикацију 66. п. н. е. Два брата су се споразумела да Аристобул II преузме власт, али Хирканов саветник Антипатар Идумејац се бојао новога краља, јер је знао да га Аристобул мрзи. Антипатар је подстрекавао најугледније Јевреје против Аристобула подсећајући их да се неправедно домогао краљевскога трона. Страшио је Хиркана II да га брат намерава да ликвидира, а на крају је подстакао Хиркана да побегне у Петру код набатејскога краља Арете III. Хиркан II и Антипатар тражили су подршку од набатејскога краља Арете, а заузврат му је Хиркан обећао територије, које је Александар Јанеј раније отео од Набатејског царства.

## Римска интервенција
Набатејска војска победила је Аристобула II, који се склонио у Јерусалим и нашао се пред поразом. Међутим потплаћени римски квестор Марко Емилије Скаур наредио је 64. п. н. е. Хиркану II и Набатејцима да прекину са опсадом запретивши им римском интервенцијом. Хирканова и набатејска војска су се онда повукле, а Аристобул је напао и тешко поразио противника, који се повлачио. Том приликом погинуо је Антипатаров брат Фалион. Хиркан II и Антипатар Идумејац су се онда обратили Помпеју Великоме тражећи од њега подршку. Помпеј је одлучио је да подржи Хиркана II сматрајући да ће као слабији брат бити поузданији римски савезник од Аристобула.

## Вешт посредник и главни Хирканов саветник
Након опсаде и заузимања Јерусалима 63. п. н. е. Помпеј је Аристобула II одвео као заробљеника у Рим, а Хиркану II је дао власт као првосвештенику. Јудеја је постала римски вазал и одузете су јој велике територије, укључујући Идумеју и Самарију. У Идумеји наставио је да влада Антипатар. Хиркан II се за време своје владавине ослањао на римску војну моћ и на свога саветника Антипатра Идумејца. Римска војска под командом Марка Емилија Скаура кренула је у инвазију на Набатејско царство 62. пре н. е, али имали су великих проблема са снбдевањем, па им је Антипатар помагао. Због тешко проходнога терена нису могла да приђе Петри, па су палили друга места. Антипатар Идумејац је након тога као посредник наговорио Арету III да потплати Скаура са 300 таланата, који је онда заузврат обуставио рат са Набатејом.

## Помаже римску инвазију на Египат
Мир у Јудеји и римски поредак одржавао се само захваљујући римској војсци. Аул Габиније је током 57. п. н. е. угушио побуну Аристобуловога сина Александра од Јудеје, а током 56. п. н. е. побуну Аристобула II. Међутим током 55. п. н. е. Аул Габиније је кренуо у поход на Египат, да би вратио на трон римскога савезника Птолемеја XII Аулета. Антипатар Идумејац је био од огромне користи римској војсци снабдевајући је житом, оружјем, опремом и новцем. Приликом освајања Египта од кључне важности је било проћи мочваре на улазу у Египат, код Пелузија. Антипатар и Хиркан II наговорили су Јевреје из Пелузијума да подрже римску војску и омогуће јој пролазак у Египат. Антипатар је пратио Аула Габинија на походу у Египат. По повратку из Египта Аул Габиније је угушио нову побуну Александра од Јудеје.

## Цезаров савезник
Цезар је дошао у Египат да оконча династички рат и да учврсти Клеопатру. Није располагао са великом војском, па га је напала египатска војска у Александрији. Нашао се опкољен у краљевској палати и започео је Александријски рат, а у помоћ му је 47. п. н. е. долазио Митридат од Пергама, који није могао да прође поред Пелузија. Хиркан II и Антипатар Идумејац су тада променили страну и почели су да подржавају Цезара. Антипатар је наговорио Арапе да помажу Митридата, а повео је и 3.000 Јевреја. Подстакао је и многе околне владаре у Сирији и Либану да помогну Митридата. Антипатар је био први, који је срушио део пелузијскога зида и омогућио заузимање Пелузија. Позвао је након тога египатске Јевреје да пропусте његову војску позивајући се на своју јеврејску веру и на писма првосвештеника Хиркана II. Позвао их је да помажу Цезара и да му обезбеде новац. Јевреји у Мемфису су исто тако подржали Митридата. У одлучној бици Митридатове и египћанске војске Антипатар је командовао левим крилом, које је одлучило битку. Митридат је након битке победу приписао Антипатру. Антипатар је учествовао и у осталим биткама помажући Цезара, а у једној бици био је и рањен. Захвални Цезар је након окончања Александријскога рата потврдио Хиркану II положај првосвештеника. Хиркан II је поред тога проглашен етнархом Јудеје. Антипатра Идумејца поставио је за прокуратора (управитеља) Јудеје. Прогласио га је римским грађанином и ослободио га плаћања пореза.

## Велика моћ Антипатра и његових синова
Антипатар Идумејац је био други човек у Јудеји. Учвршћивао је Хирканову власт тражећи да га поштују, наглашавајући да ће Рим интервенисати у случају да се усуде да збаце Хиркана II. Антипатар је у Јудеји сређивао послове по свом нахођењу користећи Хирканову тромост и слабост у царевању. Своје синове Фасаила и Ирода Великога поставио је за заповеднике у Јерусалиму и Галилеји. Ирод Велики се прославио ухвативши вођу велике разбојничке дружине. Завидни дворјани и неки од водећих људи након тога потицали су Хиркана да не дозволи да Антипатар и његови синови узурпирају власт. Хиркан је био присиљен да суди Ироду због незаконитога погубљења неких људи. Иако је био попустљив разљутио је Ирода, који је добивши римску подршку кренуо да збаци Хиркана. Међутим Антипатар је изашао пред сина и наговорио га да одустане од потхвата.

## Смрт
Антипатра је отровао Малиху 43. пре н. е, сматрајући да ће на тај начин допринети очувању Хасмонејске династије. Ирод се пред Хирканом осветио Малиху за очеву смрт наводећи тобоже Гаја Касија за наредбодавца.